# David García (kolarz)
David García da Peña (ur. 30 września 1977 w Pontevedrze) – hiszpański kolarz szosowy startujący wśród zawodowców od 1999 roku, etapowy zwycięzca Vuelta a España (2008), najlepszy kolarz wyścigu Dookoła Turcji (2008).

## Najważniejsze zwycięstwa i sukcesy
- 2008
  - 1. Tour of Turkey
  - 15. etap w Vuelta a España